# Плавско језеро
Плавско језеро је језеро у општини Плав, на истоку Црне Горе.
Оно је ледничко језеро смештено између планина Проклетије и Виситор на висини од 906 метара изнад нивоа мора, а пружа се правцем север-југ у дужини 2160 метара. Просечна ширина је 920 метара, а највећа дубина 9 метара. Језеро је највећа туристичка атракција у тој области. Из језера истиче река Лим.
Језеро је било склоно плављењу околног земљишта.
1. ↑  „Политика”, 7. јул 1936